# 長宗我部水軍
長宗我部水軍（ちょうそかべすいぐん）は、戦国時代の大名長宗我部氏が率いた水軍。
長宗我部元親の四国統一の補給部隊として活躍し、豊臣秀吉に臣従した後は小田原征伐・文禄・慶長の役にも参戦し活躍した。池氏が中核であり、池頼和は長宗我部国親（元親の父）の娘を妻とするなど優遇されたが、後に自刃に追い込まれた。